# Попов, Пётр Андриянович
Пётр Андриянович Попов (19.09.1916 — 24.11.2005) — советский военнослужащий, участник Великой Отечественной войны, полный кавалер ордена Славы, наводчик 120-мм миномёта 88-го гвардейского стрелкового полка, гвардии младший сержант — на момент последнего представления к награждению орденом Славы.

## Биография
Родился 19 сентября 1916 года в селе Фофоново Забайкальской области, ныне Кабанского района Республики Бурятия. Окончил 5 классов сельской школы. Работал в домашнем хозяйстве, помогал родителям в поле. Став старше, устроился работать учеником моториста, а позже и мотористом на катер на рыбозавод в городе Мысовск, на берегу озера Байкал.
В июле 1941 года был призван в Красную Армию Мысовским райвоенкоматом Бурят-Монгольской АССР. На фронте в Великую Отечественную войну с января 1942 года. Боевой путь начал в составе 149-го гвардейского стрелкового полка 49-й гвардейской стрелковой дивизии 2-й гвардейской армии прибыл на Юго-Западном фронте. В июле 1942 года был ранен, после госпиталя вернулся на фронт. Воевал на Южном, 4-м Украинском, 1-м Прибалтийском и 3-м Белорусском фронтах.
К лету 1943 года воевал в 88-м гвардейском стрелковом полку 33-й гвардейской стрелковой дивизии, был телефонистом миномётной батареи, затем заряжающим и наводчиком 120-мм миномёта.
В июле 1943 года, в боях на реке Миус гвардии красноармеец Попов обеспечил отличную связь с огневыми позициями батареи, под огнём противника устранил несколько порывов линий связи. Получил первую боевую награду — медаль «За боевые заслуги».
К весне 1944 года, в боях за освобождение Крыма и город Севастополь, Попов был уже заряжающим миномётного, за мужество и отвагу проявленные боях был награждён двумя орденами «Красной Звезды». После окончания боёв за Крым 33-я гвардейская Севастопольская стрелковая дивизия была переброшена на 1-й Прибалтийский фронт и участвовала в освобождении Литвы.
В период боёв с 16 по 19 августа 1944 года в боях за город Кельме гвардии красноармеец Попов, как заряжающий миномётного расчёта, обеспечил интенсивное ведение огня, которым было уничтожено до 20 вражеских солдат, сожжены 2 бронетранспортёра и 2 автомашины с боеприпасами, подбит танк и подавлены 3 пулемёта.
Приказом по войскам 33-й гвардейской стрелковой дивизии от 5 сентября 1944 года гвардии красноармеец Попов Пётр Андриянович награждён орденом Славы 3-й степени.
28 января 1945 года в бою в районе местечка Гроссфридрихсберг гвардии красноармеец Попов действовал наводчиком в составе расчёта 120 мм миномёта. Миномётчики рассеяли и частично истребили до взвода вражеской пехоты, подавили огонь 3 пулемётных точек и батареи 105-мм орудий противника. 2 февраля у местечка Феркенен точным попаданием разбил автомашину, подвозившую пехоту, рассеял до роты пехоты противника. 17 февраля был представлен к награждению орденом Славы 2-й степени.
Приказом по войскам 39-й армии от 22 марта 1945 года гвардии красноармеец Попов Пётр Андриянович награждён орденом Славы 2-й степени.
6-9 апреля 1945 года, в период штурма города Кёнигсберг гвардии младший сержант Попов, работая наводчиком 120-мм миномёта, уничтожил и рассеял своим огнём свыше взвода пехоты врага подавил 6 пулемётных точек, разбил автомашину и блиндаж, уничтожил миномётную батарею. Был представлен к награждению орденом Отечественной войны 2-й степени, командиром 13-го гвардейского стрелкового корпуса статус награды был изменён на орден Славы 1-й степени, но в штабе армии была допущена ошибка.
Приказом по войскам 43-й армии от 27 апреля 1945 года гвардии младший сержант Попов Пётр Андриянович награждён орденом Славы 2-й степени.
В 1945 году был демобилизован. Вернулся на родину. Поступил на работу в вагонное депо станции Улан-Удэ, а затем — на станцию Селенга Восточно-Сибирской железной дороги. Трудился старшим осмотрщиком вагонов, в этой должности работал до выхода на пенсию в 1977 году. За мирный труд награждён орденом и знаком «Почётный железнодорожник». Только через четверть века ошибка в награждениях была исправлена.
Указом президиума Верховного Совета СССР от 27 декабря 1971 года в порядке перенаграждения Попов Пётр Андриянович был награждён орденом Славы 1-й степени, став полным кавалером ордена Славы.
Последние годы жил в селе Брянск Кабанского района Бурятии. Скончался 24 ноября 2005 года.
Награждён орденами Трудового Красного Знамени, Отечественной войны 1-й степени, двумя орденами Красной Звезды, Славы 1-й, 2-й и 3-й медалями, в том числе медалью «За боевые заслуги».
В Кабанском районе с 1998 года проводится легкоатлетический пробег имени Петра Попова.